# Раттвиц
Ра́ттвиц или Ра́тарецы (нем. Rattwitz; в.-луж. Ratarjecyо файле) — сельский населённый пункт в составе городского района Штибиц, Баутцен, Верхняя Лужица, Германия.

## География
Находится на берегу реки Jordanowa rĕčka севернее деревни Счийецы. Между населённым пунктом и деревней Счийецы проходит железнодорожная линия Баутцен — Хойерсверда. Через населённый пункт проходит автомагистраль A4, которая соединяет деревню на востоке с городским районом Западне-Пшедместо и далее — через мост «Фриденбрюкке» со старым городом Бауцтена.
Соседние населённые пункты: на севере — деревня Чемерцы (в городских границах Баутцена), на востоке — городской район Баутцена Западне-Пшедместо, на юге — деревня Счийецы, на юго-западе — деревня Горня-Боршч коммуны Гёда, на западе деревня Тши-Гвезды коммуны Гёда и на северо-западе — деревня ЗальценфорстСлона-Боршч (в городских границах Баутцена).

## История
Впервые упоминается в 1386 году под наименованием «Ratewicz». До 1936 года деревня была центром одноимённой коммуны. В 1936 году вошла в коммуну Штибиц и в 1994 году — в городские границы Баутцена в составе района Штибиц.
В настоящее время деревня входит в состав культурно-территориальной автономии «Лужицкая поселенческая область», на территории которой действуют законодательные акты земель Саксонии и Бранденбурга, содействующие сохранению лужицких языков и культуры лужичан.
Исторические немецкие наименования
- Ratewicz, 1386
- Radywicz, Radiwicz, 1400
- Ratwicz, 1432
- Rathewicz, 1451
- Rottwitcz, 1469
- Rattwitz, 1584
- Radewitz, 1751

## Население
Официальным языком в населённом пункте, помимо немецкого, является также верхнелужицкий язык.
Согласно статистическому сочинению «Dodawki k statisticy a etnografiji łužickich Serbow» Арношта Муки в 1884 году в деревне проживало 87 человека (из них — 79 лужичанина (91 %)).
| 1834 | 1871 | 1890 | 1910 | 1925 |
| ---- | ---- | ---- | ---- | ---- |
| 65   | 82   | 96   | 146  | 266  |

## Достопримечательности
Культурные памятники федеральной земли Саксония
Всего в населённом пункте находятся семь объектов памятников культуры и истории:
| № | Объект                                 | Немецкое наименование                                       | Датировка   | Месторасположение    | Номер объекта в реестре | Фото |
| - | -------------------------------------- | ----------------------------------------------------------- | ----------- | -------------------- | ----------------------- | ---- |
| 1 | Жилой дом                              | Wohnhaus                                                    | 1900        | Alt-Rattwitz 17      | 09251397                |      |
| 2 | Особняк бывшей усадьбы                 | Herrenhaus                                                  | 1890        | Alt-Rattwitz 20      | 09251395                |      |
| 3 | Каменный дорожный указатель            | Königlich-Sächsische Meilensteine                           | XIX век     | Dresdener Straße     | 09250199                |      |
| 4 | Поместье и усадебный парк              | Rittergut und Gutspark Rattwitz                             | 1770        | Alt-Rattwitz 18, 20  | 09300992                |      |
| 5 | Фазанарий бывшей усадьбы               | Fasanerie eines ehemaligen Rittergutes                      | XIX век     | Neukircher Straße 10 | 09250431                |      |
| 6 | Дом привратника                        | Bahnwärterhaus                                              | 1900        | Neukircher Straße 23 | 09304634                |      |
| 7 | Жилой дом с хозяйственными постройками | Wohnhaus im Heimatstil mit Nebengebäude in offener Bebauung | 1930 — 1935 | Rattwitzer Straße 8  | 09251394                |      |